# WTA 125k 2017
Il WTA 125k 2017 è il secondo livello professionistico di tennis femminile, dopo il WTA Tour 2017. Per il 2017 è costituito da otto tornei con un premio per la vittoria di 125 000 $.

## Calendario
| Settimana   | Torneo | Campionesse                                              | Finaliste                            | Semifinaliste                     | Eliminate ai quarti                                                 |
| ----------- | --- | -------------------------------------------------------- | ------------------------------------ | --------------------------------- | ------------------------------------------------------------------- |
| 17 aprile   | Biyuan Zhengzhou Women's Tennis Open 2017 Zhengzhou, Cina $125,000 – Cemento – 32S/16Q/16D Singolare – Doppio | Wang Qiang 3–6, 7–6(3), 1–1 rit.                         | Peng Shuai                           | Zheng Saisai Duan Yingying        | Zarina Diyas Nao Hibino Jang Su-jeong Liu Fangzhou                  |
| 17 aprile   | Biyuan Zhengzhou Women's Tennis Open 2017 Zhengzhou, Cina $125,000 – Cemento – 32S/16Q/16D Singolare – Doppio | Han Xinyun Zhu Lin 7–5, 6–1                              | Jacqueline Cako Julia Glushko        | Zheng Saisai Duan Yingying        | Zarina Diyas Nao Hibino Jang Su-jeong Liu Fangzhou                  |
| 5 giugno    | Croatia Bol Open 2017 Bol, Croazia $125,000 – Terra rossa– 32S/8Q/12D Singolare – Doppio                      | Aleksandra Krunić 6–3, 3–0 ret.                          | Alexandra Cadanțu                    | Beatriz Haddad Maia Mandy Minella | Sara Errani Ivana Jorović Maria Sakkarī Kateryna Bondarenko         |
| 5 giugno    | Croatia Bol Open 2017 Bol, Croazia $125,000 – Terra rossa– 32S/8Q/12D Singolare – Doppio                      | Chuang Chia-jung Renata Voráčová 6–4, 6–2                | Lina Ǵorčeska Aleksandrina Najdenova | Beatriz Haddad Maia Mandy Minella | Sara Errani Ivana Jorović Maria Sakkarī Kateryna Bondarenko         |
| 4 settembre | Dalian Open 2017 Dalian, Cina $125,000 – Cemento – 32S/16Q/16D Singolare – Doppio                             | Kateryna Kozlova 6–4, 6–2                                | Vera Zvonarëva                       | Zarina Diyas Vitalija D'jačenko   | Duan Yingying Han Xinyun Sabina Sharipova Zhang Kailin              |
| 4 settembre | Dalian Open 2017 Dalian, Cina $125,000 – Cemento – 32S/16Q/16D Singolare – Doppio                             | Lu Jingjing You Xiaodi 7–6(2), 4–6, [10–5]               | Guo Hanyu Ye Qiuyu                   | Zarina Diyas Vitalija D'jačenko   | Duan Yingying Han Xinyun Sabina Sharipova Zhang Kailin              |
| 6 novembre  | Hua Hin Open 2017 Hua Hin, Thailandia $125,000 – Cemento – 32S/16Q/16D Singolare – Doppio                     | Belinda Bencic 6–3, 6–4                                  | Hsieh Su-wei                         | Ana Bogdan Viktorija Golubic      | Vitalija D'jačenko Duan Yingying Barbara Haas Luksika Kumkhum       |
| 6 novembre  | Hua Hin Open 2017 Hua Hin, Thailandia $125,000 – Cemento – 32S/16Q/16D Singolare – Doppio                     | Duan Yingying Wang Yafan 6–3, 6–3                        | Dalila Jakupovič Irina Chromačëva    | Ana Bogdan Viktorija Golubic      | Vitalija D'jačenko Duan Yingying Barbara Haas Luksika Kumkhum       |
| 6 novembre  | Engie Open de Limoges 2017 Limoges, Francia $125,000 – Cemento (indoor) – 32S/16Q/8D Singolare – Doppio       | Monica Niculescu 6–4, 6–2                                | Antonia Lottner                      | Pauline Parmentier Sabine Lisicki | Anna Blinkova Kaia Kanepi Conny Perrin Ekaterina Aleksandrova       |
| 6 novembre  | Engie Open de Limoges 2017 Limoges, Francia $125,000 – Cemento (indoor) – 32S/16Q/8D Singolare – Doppio       | Valeria Savinykh Maryna Zanevs'ka 6–0, 6–2               | Chloé Paquet Pauline Parmentier      | Pauline Parmentier Sabine Lisicki | Anna Blinkova Kaia Kanepi Conny Perrin Ekaterina Aleksandrova       |
| 13 novembre | Taipei OEC Open 2017 Taipei, Taiwan $125,000 – Sintetico (indoor) – 32S/16Q/16D Singolare – Doppio            | Belinda Bencic 7–6(3), 6–1                               | Arantxa Rus                          | Viktorija Golubic Naomi Broady    | Luksika Kumkhum Jil Teichmann Veronika Kudermetova Lizette Cabrera  |
| 13 novembre | Taipei OEC Open 2017 Taipei, Taiwan $125,000 – Sintetico (indoor) – 32S/16Q/16D Singolare – Doppio            | Veronika Kudermetova Aryna Sabalenka 2–6, 7–6(5), [10–6] | Monique Adamczak Naomi Broady        | Viktorija Golubic Naomi Broady    | Luksika Kumkhum Jil Teichmann Veronika Kudermetova Lizette Cabrera  |
| November 20 | Hawaii Open 2017 Honolulu, Stati Uniti $125,000 – Cemento – 32S/8Q/16D Singolare – Doppio                     | Zhang Shuai 0–6, 6–2, 6–3                                | Jang Su-jeong                        | Rebecca Peterson Julia Boserup    | Vitalija D'jačenko Ajla Tomljanović Evgenija Rodina Miharu Imanishi |
| November 20 | Hawaii Open 2017 Honolulu, Stati Uniti $125,000 – Cemento – 32S/8Q/16D Singolare – Doppio                     | Hsieh Shu-ying Hsieh Su-wei 6–1, 7–6(3)                  | Eri Hozumi Asia Muhammad             | Rebecca Peterson Julia Boserup    | Vitalija D'jačenko Ajla Tomljanović Evgenija Rodina Miharu Imanishi |
| November 20 | WTA Mumbai Open 2017 Mumbai, India $125,000 – Cemento – 32S/16Q/16D Singolare – Doppio                        | Aryna Sabalenka 6–2, 6–3                                 | Dalila Jakupovič                     | Amandine Hesse Sabina Sharipova   | Naomi Broady Ankita Raina Yanina Wickmayer Alizé Lim                |
| November 20 | WTA Mumbai Open 2017 Mumbai, India $125,000 – Cemento – 32S/16Q/16D Singolare – Doppio                        | Victoria Rodríguez Bibiane Schoofs 7–5, 3–6, [10–7]      | Dalila Jakupovič Irina Chromačëva    | Amandine Hesse Sabina Sharipova   | Naomi Broady Ankita Raina Yanina Wickmayer Alizé Lim                |